# أنطونيو سيرا (كاتب قصص مصورة)
أنطونيو سيرا (بالإيطالية: Antonio Serra)‏ هو كاتب قصص مصورة إيطالي، ولد في 16 فبراير 1963 في ألغيرو في إيطاليا.